# Can Dauner (la Jonquera)
Can Dauner és una casa de la Jonquera (Alt Empordà) inclosa a l'Inventari del Patrimoni Arquitectònic de Catalunya.

## Descripció
Edifici situat a prop del nucli antic del poble. És un edifici cantoner, que consta de planta baixa i dos pisos, que no permet veure el paredat original, ja que està totalment arremolinat. El que sí podem veure són les finestres carreuades amb carreus ben tallats. La porta d'accés té una data gravada a la llinda: 1733. Algunes de les obertures tenen balconades de ferro forjat. La coberta de l'edifici és a dues vessants.